# Chip's Challenge
Chip's Challenge är ett brickbaserat pussel-datorspel som släpptes till flera plattformar, först till Atari Lynx och sedan till DOS och Microsoft Windows. På Windows var den en del av Best of Windows Entertainment Pack.
Speldesignen skapades av Chuck Sommerville, som också gjorde en tredjedel av nivåerna. Spelet är uppbyggt av 148 nivåer (149 i Windows-versionen) och går ut på att leda figuren Chip genom nivån och samla tillräckligt många datorchip för att kunna avsluta nivån och gå till nästa. På vägen stöter Chip på låsta dörrar, dödliga monster och andra hinder.
Spelet kräver ofta hög grad av problemlösning och kvicktänkthet och många anser att det är mycket underhållande och beroendeframkallande.

## Chip's Challenge 2
Spelets succé ledde till att Chuck Sommerville skapade en uppföljare, Chip's Challenge 2. CC2 inkluderade många nya spelelement och nya nivåer. Copyrightägarna krävde dock att Sommerville skulle betala miljonbelopp för att få släppa spelet och förhandlingarna lades snart ner. Förhandlingarna återupptogs dock 2010 och efter fem år kom båda parterna överens. Detta ledde till att Chip's Challenge 2 släpptes på Steam 2015 tillsammans med originalspelet.

## Anhängare till Chip
Flera spelare har skapat lösningar till alla nivåer i spelet i form av kartor, text och till och med videoinspelningar. De har också skapat ytterligare en uppsättning av 149 nivåer till Windows-versionen av spelet med namnet "CCLP2" (en förkortning av "Chip's Challenge Level Pack 2").
Andra inofficiella datorprogram producerade av anhängare inkluderar:
- en speleditor som heter ChipEdit
- MyChips. Detta program skapar en ny exe-fil som underlättar spelandet av nya nivåer.
- ChipCap, ett program som spelar in AVI-filmsekvenser av Chip's Challenge-spel.
- Tile World, en emulator av Chip's Challenge som är öppen källkod och kan användas till operativsystemen Microsoft Windows, Linux och BeOS. Programmet emulerar såväl Lynx-versionen och de senare Windows-versionerna av spelet.
- CCTools, ett paket av användbara program som inkluderar bland annat en speleditor och en nivåhanterare.